# King Crimson
I King Crimson sono un gruppo musicale rock progressivo britannico, fondato nel 1968 a Londra.
Spesso classificato come prettamente progressive, il gruppo ha subito le influenze di diversi generi musicali durante il corso della sua esistenza, tra i quali: jazz, folk, musica classica, musica sperimentale, rock psichedelico, hard rock, heavy metal, new wave, gamelan, musica elettronica e drum and bass. Per contro, i King Crimson hanno influenzato molti artisti contemporanei, creando una sorta di culto attorno al loro nome.
Pur essendo nato in Inghilterra, il gruppo ha visto tra le sue file anche musicisti statunitensi (a partire dal 1981) e attualmente è in parte composto da questi ultimi. Negli oltre cinquant'anni di attività del gruppo la sua formazione ha subito numerosi e radicali cambiamenti: si sono avvicendati al suo interno ben ventitré musicisti. Unica costante è stata la presenza del chitarrista Robert Fripp, membro fondatore e indubbio cardine di tutta la storia del gruppo.
La prima formazione del gruppo, quella risalente al 1968, è stata determinante nella sua storia, nonostante la breve durata. Già nel 1970, infatti, i King Crimson divennero un gruppo piuttosto instabile e pertanto non ebbero modo di promuovere in concerto i due album registrati in quell'anno; torneranno sul palco, dopo nuovi avvicendamenti, solo nel 1971. I lavori di questa prima formazione sono caratterizzati da una profonda esplorazione e fusione di generi, quali il jazz, il funk e la musica da camera. Dal 1972, a seguito di un nuovo radicale cambiamento di organico, il gruppo divenne più stabile e cominciò a prevalere l'aspetto dell'improvvisazione, che mescolava hard rock, musica classica, free jazz e fusion, almeno sino al 1974, anno che segna l'inizio di un lungo periodo di pausa.
Nel 1981, dopo sette anni di inattività, il gruppo si riunì nuovamente, con una nuova formazione: questo periodo, che si concluse circa tre anni dopo, fu caratterizzato da una forte influenza della nascente new wave. In successive riunioni i King Crimson hanno radicalmente riveduto le proprie sonorità, ora in tutto influenzato dai generi musicali di più recente nascita, come l'industrial rock e il grunge. Questo spirito di rinnovamento musicale non si è mai spento ed è tutt'oggi una delle caratteristiche portanti del gruppo. La storia dei King Crimson è dunque segnata anche da ricorrenti periodi di stasi, spesso sanciti dalle decisioni di Robert Fripp. Il chitarrista e i suoi colleghi riappaiono in varie combinazioni nell'ambito dei cosiddetti ProjeKCts, successione variabile di side-project iniziata nel 1997, la cui ultima incarnazione ha visto collaborare Fripp e Mel Collins (che aveva lasciato i King Crimson nel 1972) con il chitarrista e autore Jakko Jakszyk, in un progetto che vede anche la partecipazione di Tony Levin e Gavin Harrison, entrambi "transitati" nei King Crimson nel corso degli anni. Da quest'ultima formazione è poi derivato il vero e proprio ritorno in attività dei King Crimson, a partire dal settembre 2013 fino al 2021. Dopo lo spettacolo finale della band nel 2021, Fripp ha detto che i King Crimson erano "passati dal suono al silenzio".In un intervista di Luglio 2025 il cantante e chitarrista Jakko Jakszyk ha annunciato che i King Crimson sono in studio di registrazione per un nuovo album di brani inediti e altri pezzi nuovi pubblicati solo su dei live registrati,l'ultimo album in studio è The Power to Believe 2003.Quando uscirà non è ancora certo ma Jakko dice che lo hanno creato un po' alla volta,poi un paio di mesi fa sono entrati in studio.La Line Up della band è Robert Fripp,Jakko Jakszyk,Mel Collins,Pat Mastellotto, Tony Levin,Gavin Harrison e Jeremy Stacey.Logicamente tutto è partito da Robert Fripp che ha deciso di tornare in sala d'incisione.

## Storia del gruppo

### Le origini
Nell'agosto del 1967, i fratelli Michael Giles (batterista) e Peter Giles (bassista), già membri di diverse band del Dorset sin dalla loro prima adolescenza, cominciarono a cercare un organista-cantante per dare inizio ad un loro personale progetto musicale. Un loro giovane conterraneo, il chitarrista Robert Fripp, rispose all'annuncio e i tre formarono così il trio Giles, Giles & Fripp.
Basato su una sorta di eccentrico pop affiancato a complessi brani strumentali, il gruppo registrò una serie di singoli di scarso successo e un album, dal titolo The Cheerful Insanity of Giles, Giles & Fripp. Il trio rimase a galla per un po', partecipando ad alcuni programmi televisivi e radiofonici, ma non raggiunse mai la vetta decisiva del successo commerciale. Peraltro, lo stesso album fu lapidariamente criticato dal batterista degli Who, Keith Moon, su una rivista specializzata. Nel tentativo di espandere il loro range sonoro, Giles, Giles & Fripp ingaggiarono il polistrumentista Ian McDonald, che portò con sé anche la fidanzata e cantante Judy Dyble, ex Fairport Convention – il cui rapporto con la band fu però breve, e si concluse contemporaneamente a quello sentimentale con McDonald – e, soprattutto, l'artista e poeta Peter Sinfield, col quale McDonald, dopo l'insuccesso della band in cui suonava precedentemente, aveva già iniziato a scrivere canzoni, fra cui anche The Court of the Crimson King.
Nel frattempo Fripp cominciava a fare nuove esperienze: in quel periodo vide al Marquee Club il gruppo dei Clouds, che più avanti influenzeranno molto lo stile dei King Crimson, specie per alcune melodie ispirate alla musica classica e al jazz. Tuttavia, poco tempo dopo, Fripp, che cominciava a risentire degli scarsi risultati commerciali e auspicava una virata verso sonorità meno pop, propose a Michael Giles un cambio di formazione con l'amico bassista e chitarrista Greg Lake che avrebbe sostituito Fripp stesso nella band, oppure il fratello Peter Giles – che sin dagli inizi era stato una delle maggiori forze trainanti del trio – nel doppio ruolo di frontman e bassista. Fu Peter Giles però ad andarsene, liquidando come "un'abile mossa politica" la proposta di Fripp di abbandonare egli stesso il gruppo. Era l'alba dei King Crimson.

### King Crimson I(1968-1969)

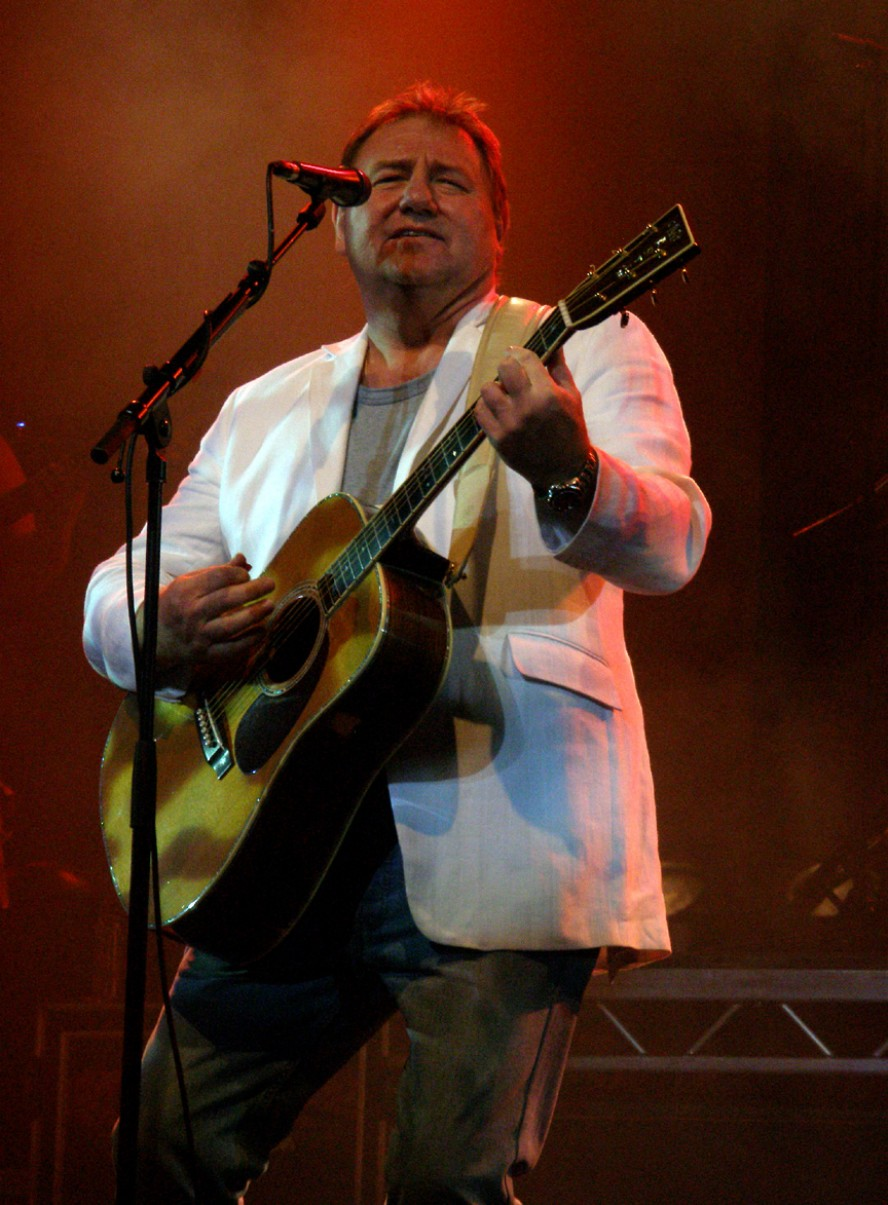
Greg Lake in concerto presso Llandano (Galles) nel 2005

Sebbene la prima formazione, composta da Fripp, McDonald, Michael Giles, Lake e Sinfield, si sia formata nel Novembre 1968, divenne operativa solo il 13 gennaio 1969 con la prima prova in assoluto, avvenuta a Londra nello scantinato di un caffè al 193 di Fulham Palace Road. Il nome "King Crimson" fu coniato il 23 gennaio da Peter Sinfield a partire dal "Re Cremisi" ("Crimson King") del suo brano, neologismo anch'esso che il poeta adotta come sinonimo di Beelzebub, principe dei demoni.
A questo punto, Ian McDonald era il principale compositore della band, pur col contributo significativo di Lake e Fripp; Sinfield, oltre che curare i testi, si occupava di disegnare e progettare i rivoluzionari impianti di illuminazione che avrebbero caratterizzato le performance live; fu pertanto accreditato come "ingegnere del suono e del video". McDonald suggerì che la band adottasse il mellotron, così da poter creare un suono più orchestrale, ispirato a quello dei Moody Blues, segno di come i King Crimson fossero fin da subito attenti alle nuove tecnologie musicali.
I quattro, più Sinfield in veste di fonico e tecnico luci, debuttarono dal vivo con sette serate consecutive al Change Is di Newcastle dal 23 febbraio al 1º marzo 1969 per le quali furono erroneamente scritturati come "Giles Giles & Fripp" malgrado avessero già adottato il nome King Crimson. La data successiva, stavolta inequivocabilmente a nome King Crimson, fu allo Speakeasy di Londra il 6 aprile. Seguirono una ventina di concerti, a Londra e dintorni, tra aprile e giugno. Il 5 luglio 1969 la band fece la sua prima apparizione su larga scala, allo storico concerto organizzato dai Rolling Stones in memoria di Brian Jones ad Hyde Park, Londra, davanti a 650.000 persone, acquisendo così di colpo una notevole visibilità. Tre settimane dopo, il gruppo entrò ai Wessex Studios di Islington, Londra, per incidere il primo album.

#### In the Court of the Crimson King
L'album di debutto della band fu In the Court of the Crimson King, uscito nell'ottobre del 1969 per la Island Records. L'album fu subito un successo: il chitarrista dei Who, Pete Townshend, lo definì "un capolavoro assoluto". Le sonorità di questo nuovo album (nello specifico la traccia 21st Century Schizoid Man) sono considerate come le antesignane dell'alternative rock e del grunge, mentre alle tracce più delicate è stata attribuita un'aria "eterea" e "sacrale". In contrasto con le sonorità hard rock e blues della scena musicale inglese e americana di allora, i King Crimson si presentarono con un approccio molto più "continentale", che univa elementi antichi ad elementi moderni. La musica dei King Crimson era gravida di influenze provenienti dalle varie esperienze dei cinque membri, tra cui la musica classica dell'epoca romantica e modernista, il rock psichedelico di Jimi Hendrix, il folk, il jazz, i ritmi della musica militare (McDonald aveva suonato in una banda militare) la musica di epoca vittoriana e infine il british pop.
Dopo diverse esibizioni in Inghilterra, la band si imbarcò per un tour negli Stati Uniti, suonando a fianco di molti altri gruppi coevi. Il loro primo show americano fu quello al Goddard College, a Plainfield, nel Vermont. Mentre le loro sonorità innovative facevano molto discutere la critica e il pubblico, emergevano alcune tensioni creative tra i membri del gruppo. Michael Giles e Ian McDonald, ancora sbigottiti per il repentino successo dei King Crimson e frustrati per la vita "on the road" della loro esperienza americana, cominciarono a non convergere più con la strada in cui il gruppo si stava infilando. Inoltre, pian piano, Robert Fripp stava assumendo la leadership artistica del gruppo, guidando i King Crimson verso sonorità più cupe e più intense. McDonald e Giles, più protesi verso la musica melodica, annunciarono quindi di voler lasciare il gruppo in occasione della tappa californiana del tour. Nel tentativo di recuperare quelli che erano stati gli elementi fino ad allora più importanti per i King Crimson, Fripp si offrì di andarsene al posto loro, ma la scelta dei due era ormai definitiva, in quanto, stando a quanto dichiararono, la band era "più di Fripp che loro", e che era più giusto fossero loro i primi ad andarsene. Legata da obblighi contrattuali, la formazione suonò insieme fino all'ultimo show a San Francisco, al Fillmore West, il 16 dicembre 1969. Quella sera, il gruppo condivise il palco con i Nice, il trio guidato dal tastierista Keith Emerson. Questi aveva già in mente una formazione nuova e più idonea dei Nice ad interpretare le sue composizioni e pertanto propose a Greg Lake una collaborazione; il bassista e cantante inglese, che giudicava sbagliata l'idea, prospettata da Fripp, che i King Crimson mantenessero il loro nome anche senza McDonald e Giles, di ritorno in Europa decise di lasciare anche lui la band, che si ritrovò improvvisamente costituita dai soli Fripp e Sinfield. Di lì a poco, nel giugno 1970, Emerson e Lake avrebbero dato vita, con il batterista Carl Palmer, al celebre trio Emerson, Lake & Palmer, destinato ad un enorme successo commerciale.

### Interregno (1970-1971)
Dall'inizio del 1970 alla metà del 1971 i King Crimson alternarono una serie di inconcludenti e insoddisfacenti formazioni (questo periodo è stato ironicamente definito, come altri che seguiranno, come un "interregno"). Fripp fu costretto per un periodo anche a fare da tastierista, oltre che chitarrista. Per compensare la mancanza di musicisti, Sinfield cominciò a interessarsi all'uso del sintetizzatore.

#### In the Wake of Poseidon
Il secondo album del gruppo, In the Wake of Poseidon, venne registrato dai membri rimasti, Fripp e Sinfield, insieme ad alcuni musicisti messi insieme per l'occasione. Michael Giles tornò a suonare la batteria soltanto per una sola sessione, accanto al fratello Peter al basso. A un certo punto si prese anche in considerazione di chiamare l'allora semisconosciuto cantante Elton John, ma l'idea non ebbe seguito. La voce fu così affidata nuovamente a Lake, che accettò l'ingaggio in cambio dell'attrezzatura dei King Crimson come pagamento: Lake cantò in tutti i brani ad esclusione di Cadence and Cascade, in cui la voce è quella di un amico di Fripp, Gordon Haskell. Mel Collins (ufficialmente membro dei Cirkus) contribuì con il sassofono e il flauto. Altro elemento fondamentale fu il pianista Keith Tippett, che tornò anche per le successive incisioni sino al 1971. Nonostante Fripp gli abbia offerto di entrare a pieno titolo nel gruppo, Tippett ha sempre preferito rimanere un semplice collaboratore, suonando dal vivo soltanto una volta con i King Crimson. In the Wake of Poseidon ricevette una critica generalmente buona, ma tiepida: furono molto criticate le sonorità, giudicate troppo simili come stile e contenuti all'album di debutto, tanto da sembrare di avere a che fare con una banale imitazione. Alla fine delle registrazioni, McDonald e i fratelli Giles si riunirono per incidere, con la collaborazione di Sinfield e Steve Winwood, l'album McDonald and Giles, pubblicato nell'autunno del 1970.

#### Lizard
Con l'uscita di In the Wake of Poseidon, Fripp e Sinfield avevano una buona quantità di materiale da pubblicare e promuovere, ma non un gruppo per dare forma a queste idee. Fripp persuase Gordon Haskell ad entrare come bassista e cantante della band, e assoldò il batterista dei Manfred Mann's Earth Band Andy McCulloch (anch'esso proveniente dal Dorset, come Fripp). Anche Mel Collins entrò a pieno titolo a far parte del gruppo. Sia Haskell che McCulloch si unirono ai King Crimson in tempo per partecipare alle sessioni di registrazione del terzo album del gruppo, Lizard, ma non come autori, bensì come semplici esecutori di materiale già sviluppato da Fripp e Sinfield, in collaborazione con una "squadra" di musicisti jazz: Keith Tippett, il trombettista Mark Charig, il trombonista Nick Evans e l'oboista Robin Miller. Jon Anderson degli Yes fu anch'esso coinvolto come cantante nel brano Prince Rupert Awakes, che Fripp e Sinfield consideravano non adatto alla voce di Haskell. Lizard include molte più influenze avanguardiste, con frequenti spunti di musica classica e jazz, che lo diversificano notevolmente dai due precedenti album, anche grazie agli esperimenti di Sinfield con il sintetizzatore VCS3, e con i testi, ora molto più complessi e allusivi: un brano si riferisce, ad esempio, al recente scioglimento dei Beatles.
Lizard è stato descritto un "gusto acquisito", definitivo, non condiviso però da Haskell e McCulloch, più orientati verso il rhythm and blues. Haskell cominciò a disilludersi riguardo ai King Crimson, e fece capire che non era sua intenzione cantare e suonare un genere con cui non aveva alcuna empatia. Poco prima della pubblicazione di Lizard, infatti, Haskell lasciò il gruppo in maniera piuttosto brusca. dopo il rifiuto di cantare nei concerti con l'ausilio di un distorsore elettrico. L'abbandono di Haskell fu seguito da quello di McCulloch, che fu accolto prima dal gruppo di Arthur Brown e nel 1972 divenne batterista dei Greenslade. Fripp, Collins e Sinfield, così, erano di nuovo di fronte ad una mancanza, che dovevano necessariamente colmare.

### King Crimson II(1971-1972)
Nel 1971 si unì a Fripp, Collins e Sinfield, il batterista Ian Wallace (ex compagno del gruppo di Jon Anderson). Fripp organizzò estenuanti audizioni per coprire i ruoli mancanti, che videro fra gli altri il mancato ingresso di Bryan Ferry, vocalist dei Roxy Music e, come manager, di John Gaydon, ruolo che fu offerto a Raymond "Boz" Burrell. Fripp avvicinò il bassista John Wetton nel 1971, allo scopo di completare la formazione, ma Wetton accettò invece l'offerta dei Family. Fu così che, persa ogni speranza di trovare un nuovo bassista prima dell'inizio del loro tour, Boz Burrell si trovò costretto a imparare a suonare il basso.
Nel 1971, i King Crimson intrapresero il loro primo tour dal 1969 con la nuova formazione. I concerti furono ben accolti dal pubblico, ma lo stile di vita spericolato di Burrell, Collins e Wallace non andava a genio a Fripp, che era del tutto contrario all'uso di droghe. Egli cominciò quindi a distanziarsi sempre più dai suoi compagni, cosa che creò tensioni nella band, che, comunque, terminò il tour senza intoppi.

#### Islands
Dopo il tour, i King Crimson entrarono in studio per registrare il nuovo album, Islands. Le sonorità, ora molto calme e melodiche, furono notevolmente influenzate dalla collaborazione con Miles Davis e Gil Evans, e dalle tematiche che si rifanno in gran parte all''Odissea di Omero. Questo lavoro però ha portato alla luce i segni di una chiara divergenza stilistica tra Sinfield (che preferiva un approccio "soft" di stampo folk-jazz) e Fripp (che propendeva per uno stile "hard", di cui un chiaro esempio è Sailor's Tale, caratterizzato da un uso cupo e distorto del Mellotron e della chitarra). Islands include anche l'unico esperimento dei King Crimson con un ensemble di archi, nel brano Prelude: Song of the Gulls, ed un più ritmico e accessibile Ladies of the Road, allegoria dello stile di vita del gruppo, e che – caso raro – piacque a tutti i membri del gruppo all'unanimità. Ma una nuova crisi era alle porte: all'alba del successivo tour, Fripp costrinse Sinfield (l'amicizia col quale si era irrimediabilmente deteriorata) a lasciare il gruppo, date le ormai numerose divergenze in campo artistico-musicale. Sinfield, abbandonata la band, si dedicò ad un lavoro solista, Still, e riallacciò i rapporti con Lake, divenendo infine autore principale dei testi degli Emerson, Lake & Palmer.
Nonostante la revisione della formazione per il tour del 1972, il gruppo appariva ormai sempre più intenzionato a sciogliersi. Le registrazioni di questo tour sono state raccolte nell'album Earthbound, molto criticato sia per la scarsa qualità sonora, che per quella delle performance, caratterizzate da una frequente improvvisazione, segno delle fratture tra Fripp e gli altri membri del gruppo, che propendevano, contro il desiderio di Fripp, verso uno stile più rhythm & blues. Durante il tour, tuttavia, Collins, Burrell e Wallace, più per il bene dei King Crimson che per convinzione, avevano deciso di venire incontro alle richieste di Fripp. Ma il loro passo conciliante si rivelò inutile: quest'ultimo, infatti, era ormai fortemente intenzionato a "ristrutturare" interamente la formazione e a intraprendere una strada musicale nuova.

### King Crimson III(1972-1974)

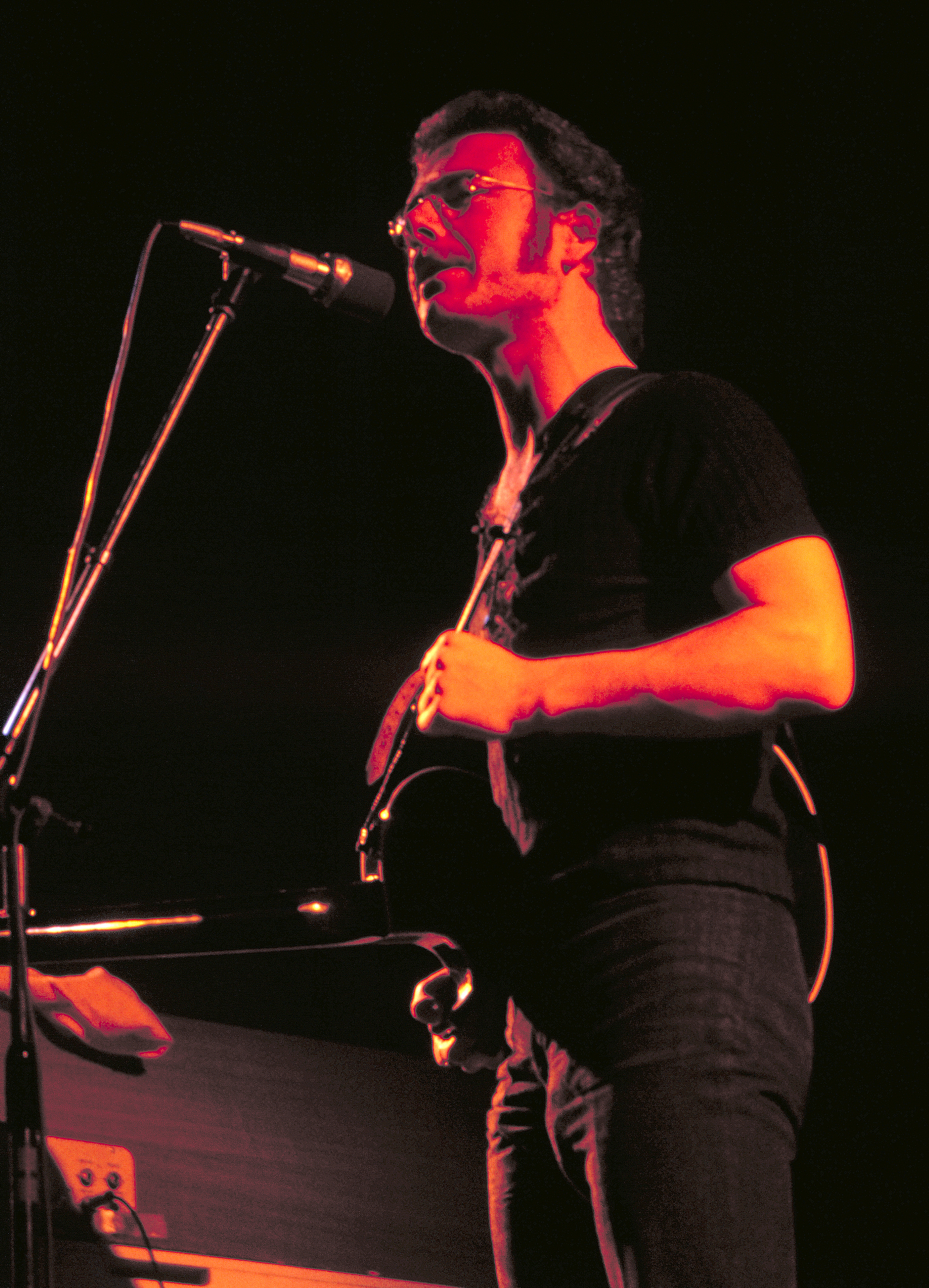
Robert Fripp nel 1974

La terza formazione dei King Crimson era nettamente diversa dalle due precedenti, che avevano nell'improvvisazione un elemento essenziale delle composizioni. Il primo musicista chiamato da Fripp a entrare nei nuovi King Crimson fu il percussionista Jamie Muir, che aveva già lavorato con i Sunship e Derek Bailey. Questa formazione vide anche l'ingresso di due batteristi, uno dei quali era Bill Bruford, che scelse di abbandonare il successo commerciale degli Yes, per i più instabili, ma affascinanti, King Crimson. Fripp riuscì poi ad assicurarsi come cantante e bassista John Wetton dei Family e il polistrumentista David Cross.
Senza più Sinfield, il gruppo assunse come nuovo paroliere Richard Palmer-James (ex chitarrista dei Supertramp), che a differenza di Sinfield non entrò mai come membro ufficiale della formazione e non si occupò mai delle illuminazioni e del suono.

#### Larks' Tongues in Aspic
La nuova formazione e il tour che intrapresero nel 1972, fecero avere ai King Crimson una rinnovata attenzione da parte della stampa. Un nuovo album, Larks' Tongues in Aspic, fu pubblicato all'inizio del 1973. Fu il primo lavoro dei King Crimson senza l'influenza di Sinfield e testimoniava la nuova predominanza artistica di Fripp nella band, band che era ormai conosciuta e apprezzata dal pubblico di tutto il mondo.
Una svolta significativa rispetto ai precedenti lavori fu il pezzo Larks' Tongues in Aspic diviso in due parti, una in apertura ed una in chiusura dell'album. Le sonorità di queste tracce erano fortemente influenzate dalla musica di Béla Bartók, Vaughan Williams, e dalle nascenti sonorità dell'heavy metal. La chiusura col passato però non era totale: il mellotron, lo strumento preferito di Sinfield, era ancora usato, così come la presenza di ballate nell'album; ma era ormai chiaro che il gruppo avesse intrapreso una direzione musicale completamente nuova. In particolare, le registrazioni erano permeate dell'impronta sonora di Muir, che per l'occasione fece ricorso ad una serie di oggetti comuni trasformati in veri e propri strumenti musicali (il campanello di una bicicletta, giocattoli, gong etc.) ed ad effetti sonori molto inusuali, come la risata che si può sentire alla fine del pezzo Easy Money. Lo stile aggressivo di Wetton recò un contributo essenziale ai nuovi King Crimson e influenzò lo stesso Fripp, la cui chitarra divenne sempre più distorta.
Nel 1973, però, Muir abbandonò la band a seguito di una profonda crisi spirituale e personale, e il gruppo divenne un quartetto con Wetton alla voce e al basso, Fripp alle chitarre e al mellotron, Cross agli archi e al mellotron e Bruford alla batteria.

#### Starless and Bible Black
Dopo il lunghissimo tour che seguì quel periodo, i membri restanti cominciarono a lavorare ad un nuovo album, Starless and Bible Black, pubblicato nel marzo del 1974. L'album, ben recensito anche dalla rivista Rolling Stone, riuniva materiale sperimentale che ricordava molto il lavoro fatto con il White Album dai Beatles, caratterizzato da una frequente sperimentazione, e da elementi jazz fusion ricorrenti nella musica di Miles Davis e della Mahavishnu Orchestra.
Due terzi dell'album erano strumentali, incluso il pezzo Fracture, completamente composto da Fripp. Per il brano Trio - improvvisazione che vedeva Wetton al basso, Cross al violino e Fripp al mellotron – Bruford viene accreditato come autore "per difetto", cioè per aver "contribuito" al brano restando in silenzio con le bacchette incrociate sul petto. Nonostante la maggior parte dei pezzi dell'album fossero registrazioni di esibizioni dal vivo, Fripp pulì il suono in maniera tale da farle sembrare registrazioni in studio. La documentazione completa di questo estenuante lavoro fu pubblicata nel 1992 nel quadruplo album The Great Deceiver e ancora nel doppio-album live The Night Watch, in cui vi è gran parte del materiale originale usato per Starless and Bible Black.
Dopo l'uscita dell'album, nel gruppo cominciarono ad aprirsi nuove fratture: musicalmente, Fripp si trovava d'accordo con la posizione di Bruford e Wetton, la cui forza espressiva fu da egli paragonata, in un'occasione, ad un "muro volante di mattoni", mentre il ruolo di Cross – soprattutto al violino – veniva sempre più messo in secondo piano, fino al punto in cui nel 1974, durante l'ultimo tour americano di questa formazione, fu deliberata (con il voto contrario del solo Bruford) la sua estromissione; la sua ultima apparizione dal vivo con i King Crimson coincide con l'ultimo concerto della formazione: al Central Park di New York il 1º luglio 1974.

#### Red
Il restante trio cominciò a lavorare ad un nuovo disco, Red. Ma questo, per Fripp, si rivelò un periodo molto travagliato: frustrato dallo show-business, aveva cominciato a seguire il mistico George Gurdjieff, sull'onda di una profonda crisi spirituale che lo aveva colto nel 1974. Fripp successivamente descriverà questo periodo come "l'apice del suo esaurimento nervoso". Fu così che Bruford e Wetton si trovarono ad incidere da soli la maggior parte dei pezzi, senza un significativo contributo da parte di Fripp.
A dispetto di ciò, Red dà prova di essere uno degli album più duri e forti a livello di sonorità. È stato descritto come "l'impressionante successo di un gruppo ormai allo sbando", caratterizzato da un "intenso dinamismo" musicale tra i membri del gruppo. Introdotto dall'aspro Red, l'album continua con altri due pezzi, in cui la predominanza del basso di Wetton è evidente, e un ultimo sguardo all'improvvisazione, con il pezzo dal vivo Providence registrato in concerto poche settimane prima. L'ultimo pezzo, Starless, è universalmente riconosciuto come una pietra miliare del gruppo: alterna geometricamente sonorità melodiche, improvvisazione, e i ritmi crudi dell'heavy metal. Oltre alla presenza "postuma" di Cross in Providence, all'album contribuiscono ospiti tutti già noti alla costellazione crimsoniana: Robin Miller e Marc Charig, già apparsi in Lizard e Islands, nonché il sax soprano di Mel Collins (Starless) e quello tenore di Ian McDonald (One More Red Nightmare e ancora Starless).
Con uno dei loro album più solidi pronto per essere pubblicato, i King Crimson sembrano essersi ristabiliti, e le indiscrezioni riguardo ad un probabile rientro di Ian McDonald nella band danno nuove speranze ai fan. Fripp, d'altro canto, è sempre più coinvolto nella sua crisi spirituale, che lo vede avvicinarsi anche a dottrine escatologiche: Fripp ritiene il rock -e la musica in generale- "finita" e, in aggiunta a questo, è scoraggiato e disilluso riguardo al destino dei King Crimson e alla loro esplosione di successo, al punto che dopo soli due mesi dall'uscita di Red, annuncia che i King Crimson «hanno cessato di esistere per sempre». Il gruppo quindi si sciolse ufficialmente il 25 settembre del 1974.

#### USA
Un album dal vivo "postumo", USA, che documentava il già citato ultimo tour dei King Crimson negli Stati Uniti, uscì nel 1975, e fu definito dalla critica come un «must» e «una pazzia il non averlo». Alcune parti al violino di Cross, registrate dal vivo, erano inaudibili; fu perciò contattato il violinista dei Roxy Music Eddie Jobson per risuonarle in studio. Nel 2005 l'album è stato rimasterizzato e ampliato con due tracce bonus, Fracture e Starless.

### King Crimson IV(1981-1984)

#### Discipline
Dal 1981, Fripp aveva deciso di porre fine al progetto The League of Gentlemen, in favore di un altro, molto più ambizioso sia artisticamente che commercialmente. All'epoca, non aveva ancora nessuna intenzione di riformare i King Crimson. Fu così che contattò Bill Bruford, che accettò di prender parte alla nuova iniziativa. Poi chiamò con sé il cantante Adrian Belew, già collaboratore di David Bowie e Frank Zappa e ancora attivo con i Talking Heads, sia in studio che in tour. La scelta di Fripp di aggiungere un altro chitarrista non aveva precedenti, ed era indice di una ferrea volontà di voltare pagina rispetto al suo passato artistico.
Scartato il musicista Jeff Berlin (il cui stile fu giudicato "troppo impegnato"), Fripp e Bruford cominciarono la frenetica ricerca di un nuovo bassista, organizzando delle audizioni a New York. Al terzo giorno Fripp si assentò, e dopo alcune ore tornò in compagnia del bassista Tony Levin, che il chitarrista aveva conosciuto come turnista di Peter Gabriel e che aveva già suonato nel suo album solista Exposure l'anno prima. Fripp dichiarò in seguito che, se avesse saputo subito della piena disponibilità di Levin, lo avrebbe preso senza nemmeno indire delle audizioni. Levin fu essenziale per il nuovo gruppo, apportando il contributo del Chapman Stick, un innovativo strumento a dieci corde suonate percussivamente.
Questo nuovo quartetto prese il nome, scelto da Fripp, di Discipline, e volò in Inghilterra per fare delle prove e scrivere dei nuovi pezzi. Il loro debutto fu al Moles Club a Bath, il 30 aprile del 1981, e successivamente si unirono al tour inglese dei The Lounge Lizards. Dall'ottobre del 1981, il quartetto prese la unanime decisione di cambiare il nome nel più glorioso King Crimson.
I nuovi King Crimson erano ora molto vicini alla New wave, sicuramente anche a causa delle frequenti collaborazioni di Fripp e Belew coi Talking Heads e David Bowie, di Tony Levin con Peter Gabriel, e i lavori di Fripp Exposure e con i Gentlemen. Con questa nuova formazione, definita da J.D. Considine nel The New Rolling Stone Album Guide come avente una «tecnica variegata» di «intricate melodie», Fripp intendeva creare una sorta di "Gamelan rock", con quella qualità ritmica tipica del gamelan indonesiano. Mentre Fripp si concentrava sulla esecuzione di complessi arpeggi, Belew fornì al gruppo un vero e proprio "arsenale" di suoni (tra cui rumori di insetti, sottofondi ambientali, texture industriali e altri) utilizzando i più svariati strumenti elettronici. Per quanto riguarda la ritmica Levin apportò i più moderni elementi della musica contemporanea, mentre Bruford si dedicava a una profonda sperimentazione, assieme allo stesso Fripp. Nello spirito originario del rock progressivo, i King Crimson utilizzarono e sperimentarono tutte le nuove tecnologie che vi fossero in campo musicale, tra cui il sintetizzatore per chitarra Roland, il Chapman Stick di Levin, o il drumkit elettronico Simmons.
Il primo album di questa nuova formazione fu Discipline, in cui tutte queste novità sonore sono evidenti, e considerato tuttora come uno dei lavori più fini del gruppo. Le varie tracce sono caratterizzate da una certa brevità, contrariamente agli standard dei King Crimson, anche in forza dello stile molto più tendente alla "abbreviazione" di Belew, in contrasto con la grandeur dei primi King Crimson. Le sonorità di questo nuovo album incorporano elementi provenienti dai generi musicali più recenti, come il post-punk, il funk, il go-go e la musica africana.

#### Beat
A Discipline seguì Beat, nel 1982, primo album nella storia dei King Crimson ad essere registrato con formazione identica a quella del precedente, ed anche il primo con un produttore esterno al gruppo: Rhett Davis.
Tema centrale dell'album è la Beat Generation e la cultura di quell'epoca, che si ritrovano in pezzi come Neal and Jack and Me (ispirata a Neal Cassady e Jack Kerouac), The Howler (ispirata a "Howl" di Allen Ginsberg) e Sartori in Tangier (ispirata a Sartori in Paris di Paul Bowles). Era stato lo stesso Fripp a consigliare a Belew la lettura di On the road di Kerouac per trovarvi ispirazione; nell'album ricorrono più in generale diversi riferimenti a quel filone letterario, come i temi del viaggio, del disorientamento e della solitudine.
Le registrazioni furono molto stressanti, specialmente per Belew, che doveva sostenere il doppio incarico di front-man e principale autore dei testi. In un'occasione, addirittura, durante un litigio con Fripp, gli ordinò a gran voce di uscire dalla sala di registrazione. Ma questi screzi non minarono la stabilità dei rinnovati King Crimson, che cominciarono un nuovo tour, che fu per il gruppo una sorta di "riabilitazione" dalla precedente stasi.

#### Three of a Perfect Pair
Nel 1984, riunitosi di nuovo per registrare un nuovo album, Three of a Perfect Pair, il gruppo trovò molte difficoltà nel processo compositivo, in particolare per l'apparente impossibilità di conciliare le diverse idee dei quattro componenti. Alla fine, il gruppo trovò il compromesso: dividere l'album in due parti: il lato A (poi indicato come left side cioè "lato sinistro") avrebbe incluso quattro delle canzoni più pop e melodiche, mentre il lato B (right side, "lato destro" ma anche "lato giusto") conteneva il materiale più sperimentale, che spaziava dall'improvvisazione, tipica del primo periodo del gruppo, ad una terza, elaborata parte del brano Larks' Tongues in Aspic. I testi del lato A presentavano temi lirici relativamente semplici, come il funzionamento del cervello, le sue varie disfunzioni, e il suo impatto sulla nostra vita. Il lato B, invece, si occupava della società tecnologica, dalla strumentale Industry a Dig Me (cantata dal punto di vista di un'automobile in rottamazione), e vide un largo uso di suoni meccanici. Illuminante la dichiarazione con cui Fripp, nella conferenza stampa per presentare il disco, ne motivò la bipartizione: «il primo lato è accessibile, il secondo è eccessivo». L'edizione del 2001, rimasterizzata, include un CD aggiuntivo, contenente remix e improvvisazioni inedite, oltre ad una rara interpretazione vocale di Levin nel brano The King Crimson Barbershop.
L'ultimo concerto del tour promozionale di Three of a Perfect Pair, ultimo anche per i King Crimson IV, si tenne allo Spectrum Club di Montréal l'11 luglio 1984. Fu anche pubblicato nel 1998 nel CD Absent Lovers: Live in Montreal. La mattina dopo il concerto, Fripp incontrò gli altri a colazione nell'hotel di Montreal e comunicò loro la sua decisione di sciogliere per l'ennesima volta il gruppo. A parte una comprensibile frustrazione da parte soprattutto di Belew e Bruford, l'amicizia tra i membri del gruppo non si incrinò irreparabilmente, ma la band comunque non tornò a riunirsi per oltre dieci anni.

### King Crimson V(1994-1997)
Nei primi anni novanta, Adrian Belew fece visita a Fripp in Inghilterra, e gli espresse il suo grande interesse di suonare ancora coi King Crimson. Fripp si mostrò subito d'accordo con Belew, e finito il tour con David Sylvian, cominciò a riunire il gruppo, facendo anche qualche modifica: oltre a Belew e Levin, chiamò Trey Gunn alla Chapman Stick e Jerry Marotta alla batteria, subito sostituito da Pat Mastelotto. Bill Bruford rientrò come secondo batterista. Fripp spiegò questa insolita formazione a sei, come un suo personale tentativo di creare un "doppio trio" (composto da due chitarristi, due bassisti e due batteristi), allo scopo di esplorare tutte le diverse possibilità in cui potevano spaziare i King Crimson. Bruford, però, rivelò in seguito che Fripp chiarì subito a tutti che la leadership creativa del gruppo sarebbe stata indiscutibilmente sua, e che questa era una delle condizioni necessarie per entrare nella nuova formazione.

#### VrooomeB'Boom
La nuova formazione, pronta già dal 1994, pubblicò, nello stesso anno, un EP, Vrooom, che rivelò un nuovo sound dei King Crimson, miscela unica tra Discipline e Red, e una propensione per l'uso di suoni elettronici derivanti dall'industrial music. Inoltre, molti pezzi mostravano chiari riferimenti al pop degli anni sessanta, in particolare a quello dei Beatles. Come la precedente formazione, si fece ampio ricorso alle nuove tecnologie, in particolare l'uso del MIDI, il cui principale sostenitore era Fripp, seguito da Belew e Gunn, a cui fu aggiunta la chitarra Warr, che sostituì il Chapman Stick.
L'apparente gemellaggio di strumenti fu, in realtà, usato meno di quanto dato ad intendere inizialmente. Attraverso l'uso di complessi Soundscapes, la chitarra di Fripp acquistò un ruolo sempre maggiore in molti pezzi. Lo Stick e la Warr di Gunn fecero da controcanto a Fripp, fungendo da ulteriore prima chitarra. Il duo predominante fu quello alla batteria: Bruford, inizialmente contrario alla condivisione del ruolo, si adattò ben presto a suonare insieme a Mastelotto, col quale esplorò diverse sonorità.
Il primo concerto di questa rinnovata formazione si tenne a Buenos Aires nel 1995, ed è stato pubblicato nell'album B'Boom: Live in Argentina, nell'agosto dello stesso anno.

#### ThrakeThrakattak
Il successivo album in studio dei King Crimson fu Thrak, pubblicato nell'aprile del 1995, e contenente molte rivisitazioni della maggior parte dei pezzi di Vrooom. Fu descritto dalla critica come avente «delle strutture jazz-rock, caratterizzate da forti, precisi e squisiti intermezzi di chitarra». Dinosaur e Sex Sleep Eat Drink Dream sono due pezzi che maggiormente esprimono gli sforzi del gruppo a integrare la sua caratteristica doppia strumentazione. Strumentalmente, l'album presenta alcune peculiarità, come il chiaro riferimento a Red (specie in "Vrooom" e "Vrooom Vrooom"), il duetto alla batteria di B'Boom, la ritmica di Thrak, e una serie di tappeti sonori di Fripp. Una curiosità, è il ritorno del Mellotron, come accompagnamento in alcuni brani.
Tra il 1995 e il 1996 i King Crimson tennero un tour, e nel 1996 fu pubblicato l'album dal vivo Thrakattak, comprendente solo improvvisazioni di pezzi tratti dall'album Thrak, combinate digitalmente in un'unica improvvisazione della durata di un'ora. Una registrazione più convenzionale di quei concerti la si può ritrovare nel doppio CD del 2001 Vrooom Vrooom, e nel DVD Déja Vrooom del 2003.
Nonostante il successo riportato da questo "doppio trio", la complessità del suo lavoro lo rendeva molto difficile da mantenere attivo: nel 1997, durante una prova a Nashville, il gruppo entrò in un'impasse che molto deluse Fripp, già in contrasto con Bruford, il quale, dopo poco, lasciò il gruppo. Successivamente commenterà dicendo: «Io e Robert siamo arrivati al punto in cui non eravamo d'accordo neppure sul ristorante dove cenare, e se non puoi metterti d'accordo su questo, figuriamoci se puoi ancora suonare insieme». Nonostante la evidente crisi, anziché sciogliere il gruppo – per cui vi erano tutti i presupposti – i sei membri optarono per una soluzione più soft: i ProjeKcts.

### ProjeKcts 1-X (1997-1999)
Piuttosto che sciogliersi definitivamente, i sei componenti del "Double Trio" decisero all'unanimità di lavorare in piccoli "sottogruppi" – o "FraKctalisations", come furono definiti – in accordo con l'idea di Fripp. Questo permise al gruppo di continuare a lavorare su nuove idee musicali e cercare una nuova direzione per i King Crimson, senza le inevitabili difficoltà che comportava il confronto con gli altri cinque membri. Come per i precedenti lavori dei King Crimson, anche nei ProjeKcts si fece largo uso delle nuove tecnologie. Mastelotto, ad esempio, fece ricorso alla batteria elettronica, mentre Gunn adottò una nuova "talkbox" ed una nuovissima batteria elettrica Roland, la "V-Drums", suonata anche da Belew (Bruford si rifiutò di suonarla, nonostante le pressanti richieste di Fripp).
I primi quattro ProjeKcts furono suonati dal vivo negli Stati Uniti d'America, in Giappone e in Inghilterra, tra 1998 e 1999, e dimostrarono la mai spenta capacità del gruppo di gettarsi in argute improvvisazioni. Il quinto "ProjeKct" denominato ProjeKct X fu composto nel 2000 in contemporanea alla realizzazione del nuovo album dei King Crimson. I ProjeKcts sono stati collettivamente definiti dal critico musicale Considine come «frequentemente sorprendenti», tuttavia, mancando di melodia, troppo sofisticati per l'ascoltatore occasionale.
Questa è la lista dei ProjeKcts pubblicati sino ad ora:
- ProjeKct One (Fripp, Bruford, Gunn e Levin) – composto a Londra in quattro giorni, si tratta di un lavoro del tutto improvvisato, di spirito free-jazz,[46] soprattutto per l'influenza che questo genere ha avuto in particolare su Bruford e Levin (che hanno preferito la tradizionale batteria acustica a quella elettrica). Può essere considerato come l'ultimo lavoro di Bruford con i King Crimson.
- ProjeKct Two (Fripp, Gunn e Belew) – si tratta di un'esplorazione più "crimsonica" delle strutture strumentali, attraverso un prevalente ricorso al MIDI e alla strumentazione virtuale (come delle impossibili linee di piano suonato attraverso una chitarra in MIDI), insieme alla stimolante batteria elettrica di Belew.
- ProjeKct Three (Fripp, Gunn e Mastelotto) – molto simile al precedente, anche se è caratterizzato da una sperimentazione guidata prevalentemente dall'approccio ai ritmi elettronici di Mastelotto (con un largo ricorso ai ritmi del drum and bass e la musica elettronica).
- ProjeKct Four (Fripp, Gunn, Mastelotto e Levin) – anch'esso strettamente legato al precedente lavoro è caratterizzato dalla presenza di Levin al basso e alla Stick Guitar, con un approccio molto più avant-rock.
- ProjeKct X (Fripp, Gunn, Mastelotto e Belew) – un'esplorazione sonora guidata dal comparto ritmico, più che dalle chitarre di Fripp e Belew.

### King Crimson VI(1999-2004)

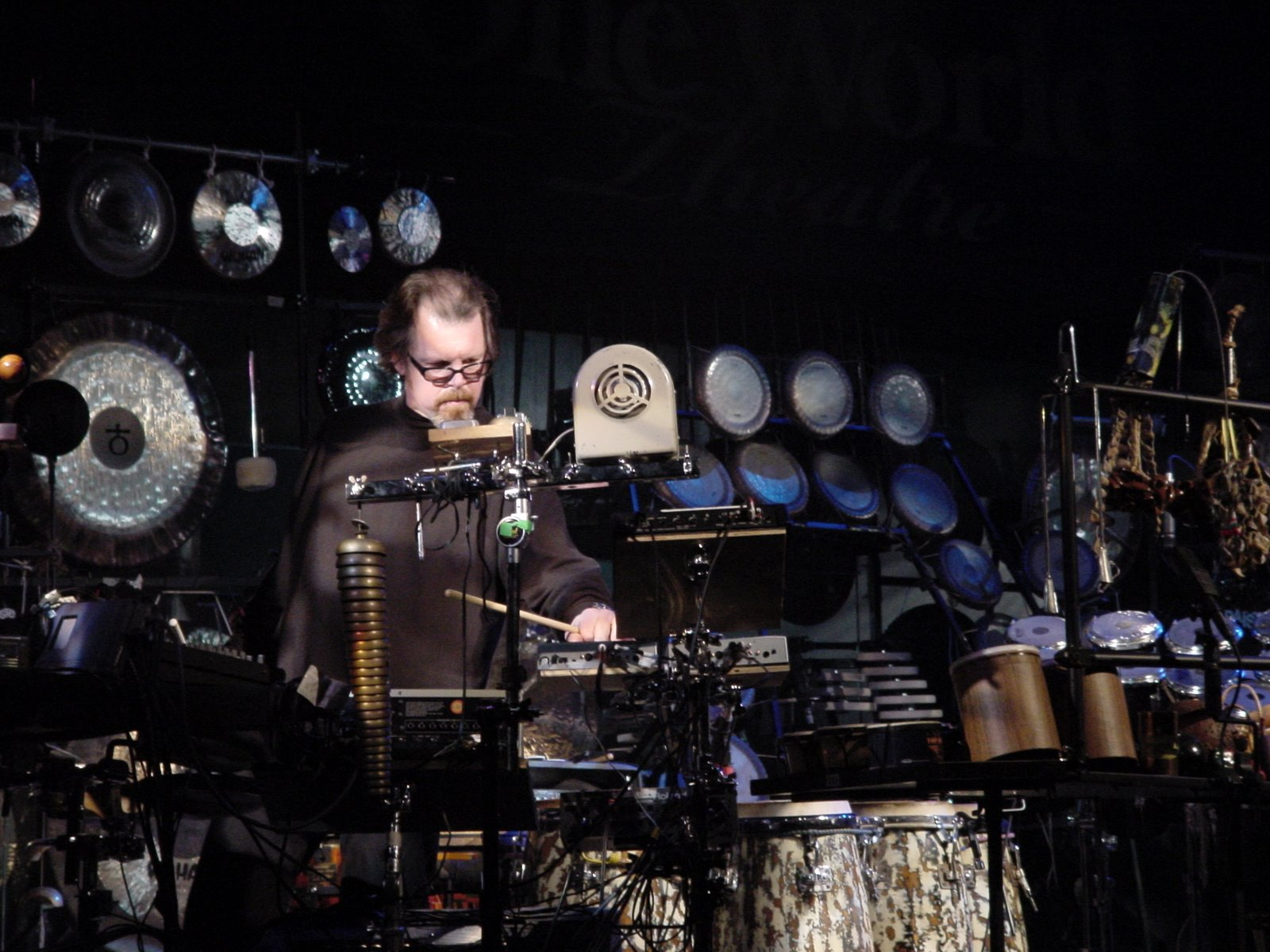
Pat Mastelotto presso gli One World Studios, nel 2003.

Dalla fine dei ProjeKcts, Bruford aveva ufficialmente lasciato la band, per dedicarsi al jazz con gli Earthworks ed altri gruppi. Anche Levin, che aveva cominciato a collaborare con altri artisti fuori dalla cerchia dei King Crimson, come Peter Gabriel e Seal, non sembrava molto intenzionato a rientrare nel gruppo. Fortunatamente, la mancanza di Levin non costituì un problema per Belew, che si adattò a compensare anche le funzioni di quest'ultimo, il quale non fu mai escluso dalla band, ma semplicemente "sospeso" (successivamente Fripp commenterà che Levin è sempre stato considerato il "quinto membro" dei King Crimson, anche in quel periodo).
I restanti membri – Belew, Fripp, Gunn e Mastelotto – dalla fine del 1999 ripresero l'attività come King Crimson, definendosi saltuariamente come "Double Duo", in ovvio riferimento alla precedente formazione. Nonostante essa comprendesse due terzi dei precedenti membri, questa nuova formazione segnò un ulteriore cambiamento nelle sonorità dei King Crimson, anche in virtù delle esperienze dei ProjeKcts. Gunn, infatti, cominciò a concentrarsi sull'uso della chitarra Warr, e sulla chitarra baritona e il basso Ashbory con corde di silicone. Mastelotto sperimentava sempre più strumenti elettronici: ancora una volta vi fu un massiccio ricorso alla tecnologia.

#### The ConstruKction of Light
I King Crimson, allora, pubblicarono un nuovo album, The ConstruKction of Light, nel 2000, registrato nell'appartamento di Belew, vicino Nashville. Le sonorità di questo nuovo album sono decisamente più hard-rock dei precedenti album; tutti i pezzi sono caratterizzati da un'impronta metallica, con delle sonorità dure, molto vicine ai lavori delle band alternative metal coeve, come i Tool, con, però, una texture elettronica differente, e un suono molto più incisivo sia della batteria, che della chitarra. A parte l'unica eccezione di ProzaKc Blues, un pezzo parodistico sul blues "industriale", cantato da Belew con uno strumento per alterare la voce, tutti i pezzi dell'album sono estremamente complessi per il pubblico, perché caratterizzati da frequenti gap ritmici, funzionali all'inserimento di texture molto più dure del solito. Il disco contiene, tra le altre, anche una quarta parte del pezzo Larks' Tongues in Aspic, ed un riarrangiamento del pezzo del 1974 Fracture, non a caso chiamato FraKctured. Secondo Fripp questa operazione è stata quasi necessaria, in quanto il pezzo risaliva a più di una generazione prima, e rispecchiava le idee e la mentalità di un'epoca e di artisti completamente diversi da quelli che adesso militavano nei King Crimson. Nonostante questa spiegazione, l'album non fu esente da critiche, che evidenziavano un'apparente scarsità di novità rispetto alle precedenti pubblicazioni.
Nonostante il contributo di tutta la band, i pezzi di questo album furono quasi tutti composti da Belew, per i testi, e da Fripp, per la parte strumentale. Per appianare le frustrazioni artistiche di Gunn e Mastelotto, il gruppo registrò in parallelo il già citato ProjeKct X, intitolato Heaven and Earth. Questo album fu concepito totalmente da Mastelotto e Gunn, e vedeva affidati a Fripp e Belew ruoli estremamente marginali. Fu uno sviluppo dei temi già sviluppati nei precedenti ProjeKcts, ma anch'esso fu tacciato di "aridità" dalla critica.
Al fine di promuovere questi due nuovi album, i King Crimson cominciarono un nuovo tour, pubblicando in seguito un triplo live dal titolo Heavy ConstruKction, che venne aperto, tra gli altri, anche dai Tool, discepoli dichiarati dei King Crimson. Il cantante dei Tool, Maynard James Keenan, dichiarò: "Per me suonare coi King Crimson, è come per Lenny Kravitz esibirsi coi Led Zeppelin, o per Britney Spears essere affiancata da Debbie Gibson".

#### Level FiveeHappy With What You Have to Be Happy With
Nel 2001 fu pubblicato in edizione limitata l'EP Level Five, che comprendeva tre nuovi pezzi: una nuova versione di "The Deception of the Thrush", un pezzo risalente ai tempi dei ProjeKcts, più due pezzi del tutto nuovi, "Dangerous Curves" e "Virtuous Circle", testimoni del ritorno al dinamismo caratterizzante dei King Crimson. A questo EP ne seguì un altro, nel 2002, dal titolo Happy With What You Have to Be Happy With, comprendente undici tracce, ennesima conferma di un rinnovato spirito artistico del gruppo. La metà delle canzoni presentano la voce distorta di Belew al cantato, e un pop di stile gamelan.

#### The Power to Believe

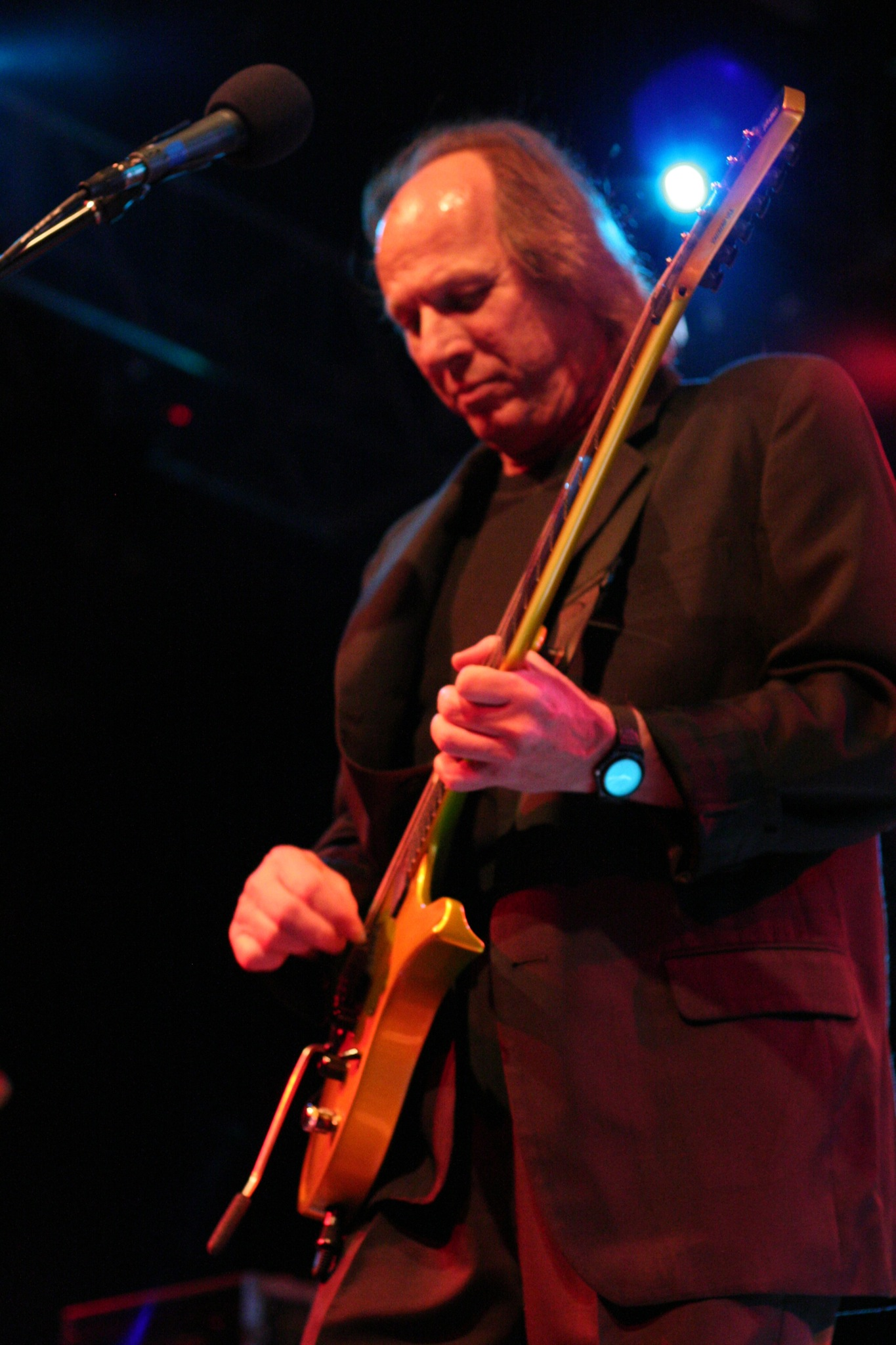
Adrian Belew nel 2006.

In realtà, questi due EP non erano altro che il trampolino di lancio per un nuovo disco, che uscì nel 2003, dal titolo The Power to Believe, che Fripp descrisse come "il culmine di tre anni di Crimsoniamento", e che, probabilmente, è il più autoreferenziale del gruppo. L'album comprendeva una nuova versione di "The Deception of the Thrush", più un soundscape risalente al 1997, insieme ad altro materiale ripescato dal passato – come un cantato di Belew come ponte tematico tra quattro brani. Questo disco confermò il ritorno del gruppo a testi e sonorità molto più ricercate, che fondevano elementi caratterizzanti i King Crimson dagli anni settanta fino al 2000, compreso l'heavy metal. All'album seguì una tournée che vide il gruppo esibirsi anche in Giappone per un concerto a Tokyo, successivamente immortalato nell'album dal vivo EleKtrik: Live in Japan, uscito nel 2003.
Alla fine del 2003 Trey Gunn annuncia di voler abbandonare i King Crimson, per dedicarsi alla sua sempre più frequente collaborazione con Mastelotto a progetti quali TU e KTU, e anche a progetti personali. Fu così che Levin divenne nuovamente il primo bassista del gruppo.
Dal 2004 i King Crimson rimasero in totale inattività, nonostante la band non si fosse formalmente sciolta. Durante questo periodo Fripp diede vita al ProjeKct Six, suonato dal vivo nel 2006, in apertura del tour dei Porcupine Tree, col cui batterista Fripp cominciò una frequente collaborazione, che culminò con una nuova "rinascita" dei King Crimson nel 2007.

### King Crimson VII(2007-2008)
Nel 2007 i King Crimson annunciarono una nuova formazione, che comprendeva ora Fripp, Belew, Levin, Mastelotto, e un nuovo batterista in più, Gavin Harrison – il primo inglese nella band dal 1972. Seppure fosse conosciuto principalmente per essere il batterista del gruppo inglese Porcupine Tree (ruolo che, finora, non ha mai abbandonato), Harrison ha sempre goduto di un'ottima reputazione come session-man, ed ha collaborato con progetti come Level 42, The Lodge, Jakko Jakszyk, San Brown, Eugenio Finardi, e molti altri.
Il nuovo quintetto cominciò a provare nella primavera del 2008. In agosto il gruppo cominciò a preparare un tour in quattro città selezionate, per celebrare i quarant'anni di attività dei King Crimson. In queste performance il gruppo rivela fin dall'inizio la sua direzione percussio-centrica, ma non propone né materiale nuovo, né nuovi arrangiamenti o improvvisazioni. Ad ogni modo, alcuni pezzi del repertorio precedente del gruppo, sono successivamente riarrangiati – pezzi quali Neurotica, Sleepless e Level Five – dando un tono in più alle percussioni, la cui doppia valenza è ora molto più evidente di prima.
Il tour celebrativo sarebbe dovuto riprendere nel 2009, ma nell'ottobre del 2008 Robert Fripp si vide costretto ad annullare tale proposito a causa della coincidenza di date con l'attività solistica di Adrian Belew. Questo pose di fatto fine alla formazione dopo appena 11 esibizioni dal vivo e nessuna pubblicazione di materiale registrato in studio.

### A Scarcity of Miracles
Oltre che per i problemi logistici sorti poco prima dell'inizio di un nuovo tour, i King Crimson hanno passato un periodo di stallo anche a causa di difficoltà legali di Fripp, in causa con alcuni creditori, e personali. Nel 2010 Belew e Fripp hanno più volte discusso riguardo ad una possibile rinascita dei King Crimson, ma Belew ha dichiarato in alcune interviste che "il gruppo non suonerà più per un periodo indeterminato di tempo...". Nel giugno 2010 Belew propose ufficialmente di riunire i King Crimson, per celebrare il trentesimo anniversario dal primo tour dopo il 1981, ma l'idea non fu ben accolta da Bruford e Fripp, che, pacificamente, rifiutarono; in un'occasione Bruford dichiarò: "è proprio perché ho tanto amato la formazione degli anni Ottanta che non ho nessuna intenzione di riformarla: è senz'altro una missione destinata a fallire". Il 5 dicembre del 2010, Fripp dichiarò sul suo diario on-line che non era assolutamente intenzionato a portare avanti il lavoro dei King Crimson, motivando questa scelta con un certo numero di ragioni. Tuttavia, nel 2011 è stato pubblicato l'album A Scarcity of Miracles, a opera di un prototipo dell'ottava incarnazione del gruppo (come si evince dal sottotitolo A King Crimson ProjeKct), con Robert Fripp, Mel Collins, e Jakko Jakszyk (che aveva ricoperto il ruolo dello stesso Fripp nei "21st Century Schizoid Band"), accompagnati da Tony Levin e Gavin Harrison.

### King Crimson VIII(2013-2021)
L'ottava incarnazione dei King Crimson è stata ufficializzata il 6 settembre 2013 da Robert Fripp, che ha annunciato "[...] una formazione molto differente da ciò che è stato prima: sette musicisti, quattro inglesi e tre americani, con tre batteristi. La bestia a sette teste dei Crim è in modalità Go!" La formazione consiste nei batteristi Gavin Harrison, Bill Rieflin, e Pat Mastelotto, con Tony Levin bassista, Mel Collins al sax, e i chitarristi Jakko Jakszyk e Robert Fripp stesso. Sul sito della Discipline Global Mobile (etichetta discografica fondata da Fripp), si cita una nota del 24 settembre 2013 sul diario di Fripp che anticipa gli equilibri della nuova formazione: "L'obiettivo della crim-visione è di una back line – Gavin Harrison, Bill Rieflin, Tony Levin e Pat Mastelotto – riconfigurata come front line, con Mel Collins, Jakko Jakszyk e me come back line". Le prime esibizioni dei nuovi King Crimson si sono svolte nell'autunno del 2014 negli Stati Uniti d'America e sono poi proseguite in un tour mondiale nel 2015.
Dalle registrazioni delle date di Los Angeles la band ha dato alle stampe Live at the Orpheum nel gennaio 2015. Ha fatto seguito un tour europeo di 17 date dal 31 agosto al 25 settembre 2015, poi un tour di 19 date tra Canada e Giappone. Nel 2016 la band ha effettuato 14 date in Europa, con Jeremy Stacey, ex batterista dei Noel Gallagher's High Flying Birds, dei Lemon Trees e della band di Sheryl Crow, al posto di Bill Rieflin, che aveva preso un anno sabbatico dalla musica.
Il ritorno di Bill Rieflin è annunciato il 3 gennaio 2017 dal sito DGM Live; Stacey rimane nella formazione, che diventa quindi ad otto e viene definita Double Quartet. Il 13 ottobre tuttavia Rieflin ha rivelato di non poter prendere parte alle date statunitensi del tour e il suo posto è stato ricoperto da Chris Gibson, per poi rientrare in organico nel tour 2018.
Nel 2019 Rieflin per motivi personali decide di non prendere parte all'imminente tour del 50º anniversario della band. In Aprile viene annunciato che Rieflin sarebbe stato sostituito da Theo Travis, ma successivamente viene comunicato da Robert Fripp che il suo posto non sarebbe stato preso da alcun musicista, e che pertanto si sarebbe tornati alla formazione a sette elementi.
Con la conclusione del tour nel 2021 i King Crimson sono entrati in un periodo di pausa, con Fripp che ha definito incerto un ritorno sul palco.

### Progetti paralleli
Nel 1997 nacque il ProjeKct Three, side project composto da Robert Fripp, Trey Gunn e Pat Mastelotto. La formazione si è esibita varie volte dal vivo prima di sciogliersi definitivamente nel corso del 2003.
Il 2010 ha visto la fondazione dell'Adrian Belew Power Trio, formato dal chitarrista-cantante assieme a Julie Slick (basso) e Tobias Ralph (batteria), unire le forze con il trio Stick Men composto anch'esso da due elementi dei King Crimson, Tony Levin e Pat Mastelotto, insieme a Markus Reuter alla touch guitar, quest'ultimo allievo del Guitar Craft di Fripp negli anni novanta.
Il sestetto prese il nome di Crimson ProjeKct e, oltre al repertorio originale scritto separatamente dalle due formazioni, ha riproposto anche molti brani dei King Crimson, tutti provenienti dal periodo con Belew (cioè dal 1981 fino al 2007). Il gruppo, formatosi nel 2011, si sciolse poi nel 2017, per poi riformarsi nel giugno del 2020, celebrando la rinascita con un concerto a Tokyo.

## Stile musicale
Annoverati fra i maggiori esponenti del rock progressivo, i King Crimson si ispirano prevalentemente al jazz e alla musica classica, prediligendo in particolare l'utilizzo del mellotron, con il quale ricreano sonorità orchestrali e psichedeliche. Il loro originale stile ricco di pathos romantico è stato definito una combinazione fra Family, The Pretty Things e The Moody Blues. La musica dell'album di debutto In the Court of the Crimson King, riconosciuto come il capolavoro del gruppo, si caratterizza per le sonorità funeree e maestose, e raramente concede momenti pacati, mentre il seguente In the Wake of Poseidon (1970) è più incentrato sul mellotron. Alla maestosità dei primi due album si contrappone il sound meno melodico di Lizard (1970), primo di una serie di dischi dai connotati che diverranno sempre più astratti. Durante la loro terza reincarnazione, attiva tra il 1981 e il 1984, il gruppo ha riadattato il proprio modus operandi al new wave e al post-punk.
Sono anche considerati un gruppo di rock sinfonico, art rock e album-oriented rock.

## Formazione

### Attuale
- Robert Fripp – chitarra, mellotron, guitar synth, pianoforte elettrico, tastiera (1969-presente)
- Tony Levin – basso, Chapman Stick, sintetizzatore (1981-1997, 2003-presente)
- Pat Mastelotto – batteria (1994-presente)
- Gavin Harrison – batteria (2008-presente)
- Mel Collins – sassofono, flauto, fiati, mellotron, cori (1970-1972, 2013-presente)
- Jakko Jakszyk – chitarra, voce (2013-presente)
- Jeremy Stacey – batteria, tastiera, cori (2016-presente)

### Ex componenti

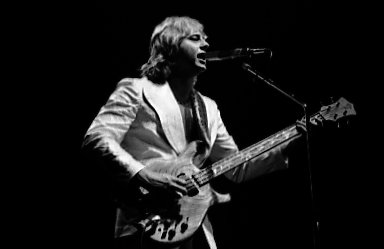
Greg Lake, 1978

- Peter Sinfield – testi, tastiere (1969-1971)
- Greg Lake – voce, basso, tamburello (1969-1970)
- Michael Giles – batteria, voce (1969-1970)
- Ian McDonald – sassofono, clarinetto, flauto, mellotron, voce (1969, 1974)
- Gordon Haskell – basso, voce (1970)
- Andy McCulloch – batteria (1970)
- Boz Burrell – basso, voce (1971-1972)
- Ian Wallace – batteria, percussioni, voce (1971-1972)
- Bill Bruford – batteria acustica ed elettronica, percussioni (1972-1998)
- John Wetton – basso, voce; occasionalmente chitarra elettrica e piano (1972-1974)
- David Cross – violino, viola, mellotron, tastiera (1972-1974)
- Jamie Muir – percussioni (1972-1973)
- Adrian Belew – voce, chitarra, percussioni (1981-2013)
- Trey Gunn – chitarra Warr, chapman stick, chitarra baritona, basso Ashbory con corde in silicone, talker (1994-2003)
- Chris Gibson – tastiera (2017)
- Bill Rieflin – batteria (2013-2015), tastiera (2013-2015, 2017-2019)

## Discografia

### Album in studio
- 1969 – In the Court of the Crimson King
- 1970 – In the Wake of Poseidon
- 1970 – Lizard
- 1971 – Islands
- 1973 – Larks' Tongues in Aspic
- 1974 – Starless and Bible Black
- 1974 – Red
- 1981 – Discipline
- 1982 – Beat
- 1984 – Three of a Perfect Pair
- 1995 – Thrak
- 2000 – The ConstruKction of Light
- 2003 – The Power to Believe

### King Crimson Collectors' ClubeDGM-Live
A partire dal 1992, con la creazione dell'etichetta discografica Discipline Global Mobile, Robert Fripp e i suoi collaboratori dedicarono molto lavoro al mastering digitale di numerose registrazioni dal vivo inedite dei King Crimson dal 1969 in avanti. Già dal 1992 comparvero sul mercato cofanetti antologici o semplici CD che documentavano più o meno tutto l'arco della carriera dal vivo del gruppo fino ad allora.
Nel 1998 nacque il DGM Collectors' Club, poi ribattezzato King Crimson Collectors' Club, ai cui iscritti venivano mensilmente spediti CD di concerti, in edizione limitata. A seguito della grande richiesta, tale materiale divenne oggetto di edizioni reperibili anche nei negozi di dischi e dal sito internet della DGM. Dal 22 novembre 2005, infine, il sito divenne "DGM Live" ed offrì – oltre alle suddette edizioni in CD – la possibilità di acquistare digitalmente un gran numero di concerti dei King Crimson (e non solo), molti dei quali corredati da copertina stampabile e con qualità audio generalmente buona. La fonte delle registrazioni in questione è costituita, oltre che dall'archivio "ufficiale" del gruppo, anche da numerosi bootleg raccolti da Fripp nel corso degli anni e, per quanto possibile, migliorate con l'ausilio della tecnica digitale. Queste iniziative resero la carriera concertistica dei King Crimson fra le meglio documentate in assoluto in ambito rock, per qualità e quantità del materiale.
Il 2 maggio 2012 David Singleton della DGM annunciò, sul sito dell'etichetta, che il Collectors' Club avrebbe chiuso dopo l'uscita del cinquantesimo titolo.
- 1 Live at The Marquee, July 6, 1969
- 2 Live at Jacksonville, February 26, 1972
- 3 The Beat Club, Bremen, 1972
- 4 Live at Cap D'Agde, August 26, 1982
- 5/6 Live on Broadway, 1995
- 7 ProjeKct Four - Live in San Francisco, November 1, 1998
- 8 The VROOOM Sessions, 1994
- 9 Live at Summit Studios, March 12, 1972
- 10 Live in Central Park, NYC, July 1, 1974
- 11 Live at Moles Club, Bath, 1981
- 12 Live in Hyde Park, 1969
- 13 Nashville Rehearsals, 1997
- 14 Live At Plymouth Guildhall, May 11, 1971
- 15 Live in Mainz, Germany, March 30, 1974
- 16 Live in Berkeley, circa, 1982
- 17 ProjeKct Two - Live in Northampton, MA, July 1, 1998
- 18 Live in Detroit, MI, November 1971
- 19 Live in Nashville, TN, November 9 & 10, 2001
- 20 Live at the Zoom Club, 1972
- 21 The Champaign-Urbana Sessions, 1983
- 22 ProjeKct One - Jazz Cafe Suite, December 1-4, 1997
- 23 Live in Orlando, FL, February 27, 1972
- 24 Live in Guildford, November 13, 1972
- 25 Live at Fillmore East, November 21 & 22, 1969
- 26 Live in Philadelphia, PA, July 30, 1982
- 27 ProjeKct Three - Live in Austin, TX, March 25, 1999
- 28 Live in Warsaw, June 11, 2000
- 29 Live in Heidelberg, 1974
- 30 Live in Brighton, October 16, 1971
- 31 Live at the Wiltern, July 1, 1995
- 32 Live in Munich, September 29, 1982
- 33 ProjeKct Two - Live in Chicago, IL, June 4, 1998
- 34 ProjeKct Three - Live in Alexandria, VA, March 3, 2003
- 35 Live in Denver, March 13, 1972
- 36 Live in Kassel, April 1, 1974
- 37 Live at the Pier, NYC 1982
- 38 Live in Philadelphia, PA 1996
- 39 Live in Milan, 2003
- 40 Live in Boston, MA 1972
- 41 Live in Zurich, 1973
- 42 'Rehearsals and Blows' May-November 1983 (studio sessions)
- 43 Live in Chicago, IL Nov. 29, 1995
- 44 Live in New Haven, CT November 16, 2003
- 45 Live in Toronto, June 24, 1974
- 46 Live at the Marquee, August 10, 1971
- 47 Live in Argentina, 1994 (2xDVD-A)
- 48 Live in Newcastle, December 8th, 1972

### Raccolte
- 1976 – A Young Person's Guide to King Crimson
- 1986 – The Compact King Crimson
- 1991 – The Abbreviated King Crimson: Heartbeat
- 1991 – The Essential King Crimson: Frame By Frame 4CD Box
- 1992 – The Great Deceiver - Live 1973/1974 4CD Box
- 1993 – The Concise King Crimson: Sleepless
- 1999 – Deception of the Thrush: A Beginners' Guide to ProjeKcts
- 2000 – The Beginners' Guide To The King Crimson Collectors' Club
- 2004 – The 21st Century Guide to King Crimson, Vol. One: 1969-1974 4CD Box
- 2005 – The 21st Century Guide To King Crimson Vol. Two: 1981-2003 4CD Box

### Video
- 1984 The Noise - Frejus 1982
- 1984 Three of a Perfect Pair - Live in Japan
- 1996 Live In Japan - 1995
- 1996 deja VROOOM DVD
- 2003 Eyes Wide Open DVD
- 2004 Neal and Jack and Me - Live 1982-1984 DVD

## Nella Cultura di Massa
In Vento Aureo, quinta parte del manga "Le Bizzarre Avventure di Jojo", l'antagonista principale, Diavolo, possiede uno stand di nome "King Crimson", in grado di cancellare piccole finestre di tempo. Inoltre, lo stand possiede l'abilità di vedere 10 secondi nel futuro, denominata "Epitaph", in riferimento all'omonima canzone della band, terza traccia di "In the Court of the Crimson King".